# جورج تانديل
جورج تانديل (بالفرنسية: Georges Tandel)‏ (24 يوليو 1910 – 17 ديسمبر 1981) هو سبّاح لوكسمبورغي راحل، مثّل بلاده في الألعاب الأولمبية الصيفية 1936.

## روابط خارجية
جورج تانديل على موقع أوليمبيديا (الإنجليزية)